# Ernst von Feuchtersleben
Ernst Maria Johann Karl von Feuchtersleben, född 29 april 1806 i Wien, död där 3 september 1849, var en österrikisk friherre, läkare och författare.
Feuchtersleben blev 1834 medicine doktor i Wien, 1847 vice direktor för de medicinsk-kirurgiska studierna där samt 1848 understatssekreterare i undervisningsministeriet, men tog avsked samma år.
Av Feuchterslebens medicinska arbeten kan nämnas Zur Diätetik der Seele (1838; 46:e upplagan 1896; "Hälsans källa eller förmågan att själv hålla sig frisk. Bidrag till själens dietetik", 1856; "Till själens dietetik", 1869), i vilken han ville bevisa, att kroppens hälsa kan bibehållas eller återställas genom själsverksamhetens och viljekraftens stärkande, och Lehrbuch der ärtzlichen Seelenkunde (1845). Han författade även en samling Gedichte (1836; fjärde upplagan 1846) samt Beiträge zur Literatur, Kunst- und Lebenstheorie (två band, 1837–1841). Hans samlade poetiska, kritiska och filosofiska skrifter jämte biografi utgavs i sju band 1851–1853 av Friedrich Hebbel.